# Invasion der Killerpilze
Invasion der Killerpilze è il primo album della band tedesca Killerpilze sotto l'etichetta Universal Music.

## Tracce
1. Ferngesteuert
2. Stubenhocker
3. Richtig Scheisse (Auf 'ne Schöne Art Und Weise)
4. Sommer
5. Springt Hoch
6. Scheissegal
7. Ich Kann Auch Ohne Dich
8. Blümchensex
9. Komm Mit
10. Ich Habe Recht
11. Hier Und Jetzt
12. Lass Mich Los
13. Ich Hasse Dich
14. Wach Auf

## Formazione del gruppo al momento della registrazione
- Johannes "Jo" Halbig (30 luglio 1989) - voce, chitarra
- Maximilian "Max" Schlichter (3 luglio 1988) - voce e chitarra
- Fabian "Fabi" Halbig (23 dicembre 1992) - batteria
- Andreas "Schlagi" Schglagheck - basso

## Singoli estratti dall'album
- Richtig scheiße (auf 'ne schöne Art und Weise) - 28 aprile, 2006
- Springt hoch - 30 giugno, 2006
- Ich kann auch ohne dich - 22 settembre, 2006